# Yunganastes mercedesae
Espèce
Synonymes
- Eleutherodactylus mercedesae Lynch & McDiarmid, 1987
- Pristimantis mercedesae (Lynch & McDiarmid, 1987)

Statut de conservation UICN

 DD  : Données insuffisantes
Yunganastes mercedesae est une espèce d'amphibiens de la famille des Craugastoridae.

## Répartition
Cette espèce se rencontre entre 1 690 et 1 950 m d'altitude, :
- en Bolivie dans la province de Chapare dans le département de Cochabamba et dans la province de Nor Yungas dans le département de La Paz.
- au Pérou dans la province de Paucartambo dans la région de Cuzco.

## Description
Le mâle holotype mesure 40,1 mm.

## Étymologie
Cette espèce est nommée en l'honneur de Mercedes S. Foster.

## Publication originale
- Lynch & McDiarmid, 1987 : Two new species of Eleutherodactylus (Amphibia: Anura: Leptodactylidae) from Bolivia. Proceedings of the Biological Society of Washington, vol. 100, no 2, p. 337-346 (texte intégral).